# Victoria Justice
Victoria Dawn Justice (Hollywood (Florida), 19 februari 1993) is een Amerikaanse actrice, singer-songwriter en danseres. Ze begon haar acteercarrière op tienjarige leeftijd en heeft sindsdien gespeeld in verschillende films en televisieseries, waaronder Nickelodeons Zoey 101 en Victorious, waarvan ze het bekendst is. Ze heeft gastrollen gedaan in onder andere de film Unknown en de thriller The Garden. Ook heeft ze gespeeld in andere series zoals: True Jackson, VP, The Troop, De pinguïns van Madagascar en iCarly. In 2010 speelde ze in de film The Boy Who Cried Werewolf.
Behalve als actrice is Justice als muzikant bekend. Ze heeft verschillende nummers gezongen voor de soundtrack van de musical Spectacular! waarin ze speelde. Ook voor de Victorious-soundtrack heeft ze een aantal nummers opgenomen.

## Jeugd
Victoria Justice is geboren op 19 februari 1993 in Hollywood, Florida. Haar moeder is Puerto Ricaans en haar vader is van Engels/Ierse afkomst. Ook heeft zij een jonger zusje. Justice' interesse voor het acteren begon toen ze op achtjarige leeftijd een kinderreclame op tv zag. In 2005 werd ze geaccepteerd op een theaterschool in Los Angeles genaamd Performing Arts Magnet School. Zij en haar familie verhuisden van Hollywood, Florida naar Los Angeles. Toen Justice elf jaar was wist ze al dat ze heel graag reclames, televisieseries en films wilde gaan doen.

## Filmografie
|              | Naam                                                        | Rol            | NL stem          |
| ------------ | ----------------------------------------------------------- | -------------- | ---------------- |
| 2005         | Mary                                                        | Stella         |                  |
| 2005         | When Do We Eat                                              | Nikki          |                  |
| 2005         | Silver Bells                                                | Rose           |                  |
| 2006         | The Garden                                                  | Holly          |                  |
| 2006         | Unknown                                                     | Dochter        |                  |
| 2009         | Spectacular!                                                | Tammi Dyson    | Lizemijn Libgott |
| 2009         | The Kings of Appletown                                      | Betsy          |                  |
| 2010         | The Boy Who Cried Werewolf                                  | Jordan Sands   | Cystine Carreon  |
| 2012         | The First Time                                              | Jane Harmon    |                  |
| 2012         | Fun Size                                                    | Wren           |                  |
| 2014         | Naomi and Ely's No Kiss List                                | Naomi          |                  |
| 2016         | The Rocky Horror Picture Show: Let's Do the Time Warp Again | Janet Weiss    |                  |
| 2017         | The Outcasts                                                | Jodi           |                  |
| 2018         | Bigger                                                      | Kathy Weider   |                  |
| 2019         | Summer Night                                                | Harmony        |                  |
| 2021         | Trust                                                       | Brooke Gatwick |                  |
| 2021         | Afterlife of the Party                                      | Cassie Garcia  |                  |
| 2022         | A Perfect Pairing                                           | Lola Alvarez   |                  |
| 2023         | The Tutor                                                   | Annie          |                  |
| Nog onbekend | California King                                             | Lynette        |                  |
| Nog onbekend | Sic                                                         | Nog onbekend   |                  |

## Televisie
| Jaar      | Naam                                     | Rol             | NL stem             |
| --------- | ---------------------------------------- | --------------- | ------------------- |
| 2003      | Gilmore Girls                            | Jill            |                     |
| 2005      | The Suite Life of Zack & Cody            | Rebecca         | Onbekend            |
| 2005-2008 | Zoey 101                                 | Lola Martinez   | Priscilla Knetemann |
| 2006      | Everwood                                 | Thalia Thompson |                     |
| 2006      | The Naked Brothers Band                  | Zichzelf        | Onbekend            |
| 2009      | iCarly: iFight Shelby Marx               | Shelby Marx     | Shanna Chatterjee   |
| 2009      | True Jackson, VP                         | Vivian          | Nine Meijer         |
| 2009      | BrainSurge                               | Zichzelf        |                     |
| 2010      | The Troop                                | Eris fee        | Onbekend            |
| 2010-2013 | Victorious                               | Tori Vega       | Cystine Carreon     |
| 2010      | Nickelodeon Kids' Choice Awards 2010     | Zichzelf        |                     |
| 2010      | De pinguïns van Madagascar               | Stacy           | Niki Romijn         |
| 2010      | 7 Secrets With Victoria Justice          | Zichzelf        |                     |
| 2011      | Nick Nieuws                              | Zichzelf        |                     |
| 2011      | Nickelodeon Kids' Choice Awards 2011     | Zichzelf        |                     |
| 2011      | BrainSurge                               | Zichzelf        |                     |
| 2012      | Nickelodeon Kids' Choice Awards 2012     | Zichzelf        |                     |
| 2012      | iCarly: iParty with Victorious           | Tori Vega       | Cystine Carreon     |
| 2013      | Big Time Rush                            | Zichzelf        | Onbekend            |
| 2015      | Eye Candy                                | Lindsy Sampson  |                     |
| 2015      | Undateable                               | Amanda          |                     |
| 2016      | Cooper Barrett's Guide to Surviving Life | Ramona Miller   |                     |
| 2017      | Impractical Jokers                       | Zichzelf        |                     |
| 2017      | Man with a Plan                          | Sophia          |                     |
| 2018      | Robot Chicken                            | Student         |                     |
| 2018      | Queen America                            | Hayley Wilson   |                     |
| 2018      | American Housewife                       | Harper          |                     |
| 2020      | 50 States of Fright                      | Courtney Ingles |                     |
| 2020      | The Real Bros of Simi Valley             | Logan           |                     |

## Discografie

### Soundtracks
| Titel                                                | Bijzonderheden                                                                                    |
| ---------------------------------------------------- | ------------------------------------------------------------------------------------------------- |
| Spectacular!                                         | Uitgebracht op 3 februari 2009 Formaat: cd, download Label: Nick Records                          |
| Victorious                                           | Uitgebracht op 2 augustus 2011 Formaat: cd, download Label: Nickelodeon Records, Columbia Records |
| Victorious 2.0: More Music from the Hit TV Show      | Uitgebracht op 5 juli 2012 Label: Nickelodeon Records, Columbia Records                           |
| Victorious 3.0: Even More Music from the Hit TV Show | Uitgebracht op 6 november 2012 Label: Nickelodeon Records, Columbia Records                       |

### Soundtracksingles
| Titel                    | Jaar | Opmerking             |
| ------------------------ | ---- | --------------------- |
| Make It Shine            | 2010 |                       |
| You're the Reason        | 2010 |                       |
| Finally Falling          | 2010 | Met Avan Jogia        |
| Tell Me That You Love Me | 2010 | Met Leon Thomas III   |
| Freak the Freak Out      | 2010 |                       |
| Song 2 You               | 2010 | Met Leon Thomas III   |
| Beggin' On Your Knees    | 2011 |                       |
| Best Friend's Brother    | 2011 | Met Ariana Grande     |
| I Want You Back          | 2011 |                       |
| All I Want Is Everything | 2011 |                       |
| You're the Reason        | 2011 | Akoestisch            |
| Take A Hint              | 2012 | Met Elizabeth Gillies |
| Make It In America       | 2012 |                       |
| La Boyz                  | 2012 | Met Ariana Grande     |
| Gold                     | 2013 |                       |
| Treat Myself             | 2020 |                       |
| Stay                     | 2021 |                       |
| Too F*ckin' Nice         | 2021 |                       |
| Last Man Standing        | 2023 |                       |